# Typhloseiulus arzakanicus
Typhloseiulus arzakanicus är en spindeldjursart som först beskrevs av Arutunjan 1972.  Typhloseiulus arzakanicus ingår i släktet Typhloseiulus och familjen Phytoseiidae. Inga underarter finns listade i Catalogue of Life.